# Callochromis
Callochromis és un gènere de peixos pertanyent a la família dels cíclids.

## Distribució geogràfica
Es troba a l'Àfrica oriental: el llac Tanganyika.

## Taxonomia
- Callochromis macrops (Boulenger, 1898)[4]
- Callochromis melanostigma (Boulenger, 1906)[5]
- Callochromis pleurospilus (Boulenger, 1906)[5][6][7][8][9][10][11]